# Khorramak
Khorramak (persiska: خرمک) är en ort i Iran.   Den ligger i provinsen Khorasan, i den östra delen av landet, 900 km öster om huvudstaden Teheran. Khorramak ligger 1 298 meter över havet och antalet invånare är 107.
Terrängen runt Khorramak är platt västerut, men österut är den kuperad.Runt Khorramak är det glesbefolkat, med 12 invånare per kvadratkilometer. Närmaste större samhälle är Ţabas-e Masīnā, 4,5 km nordost om Khorramak. Trakten runt Khorramak är ofruktbar med lite eller ingen växtlighet.